# Concordia, Sinaloa
Concordia är en ort i Mexiko.   Den ligger i kommunen Concordia och delstaten Sinaloa, i den centrala delen av landet, 800 km nordväst om huvudstaden Mexico City. Concordia ligger 115 meter över havet och antalet invånare är 8 328.
Terrängen runt Concordia är kuperad åt sydost, men åt nordväst är den platt. Runt Concordia är det glesbefolkat, med 13 invånare per kvadratkilometer. Närmaste större samhälle är Villa Unión, 19,2 km sydväst om Concordia. Omgivningarna runt Concordia är en mosaik av jordbruksmark och naturlig växtlighet.